# Будинок «У Чорної Матері Божої»
Дім "У Чорної Матері Божої" (Dům U Černé Matky Boží) — будівля в стилі кубізм, що знаходиться в центрі Праги між площею «Овочевий ринок» та вулицею Целетна ( чеськ. Celetná) біля Порохової вежі.
У 2010 році будинок внесено до списку Національних пам'яток культури Чехії.

## Історія
Збудовано у 1911—1912 роках для купця Франтішка Хербста архітектором Йозефом Гочаром. Об'єкт отримав свою назву на честь статуї, яка стояла на цьому місці біля барокового будинку раніше.
Це перший приклад застосування кубізму в архітектурі Чехії, на основі якого склався характерний стиль. Початковий варіант проєкту був надто новаторським. Була вимога, щоб будинок поєднувався з навколишньою історичною забудовою. Тоді архітектор переробив проєкт, використавши старі барочні елементи у новій формі, особливо це виявилося у горищних вікнах, також у декорі колон, що по-новому трактують іонічний ордер.
Архітектор використовував залізобетонний скелет за прикладом школи Чикаго, тому створені великі внутрішні простори. Оригінальний інтер'єр — майже єдиний бароковий інтер'єр, що зберігся у світі.
На цей час у будівлі знаходиться музей кубізму.